# Траншейные часы

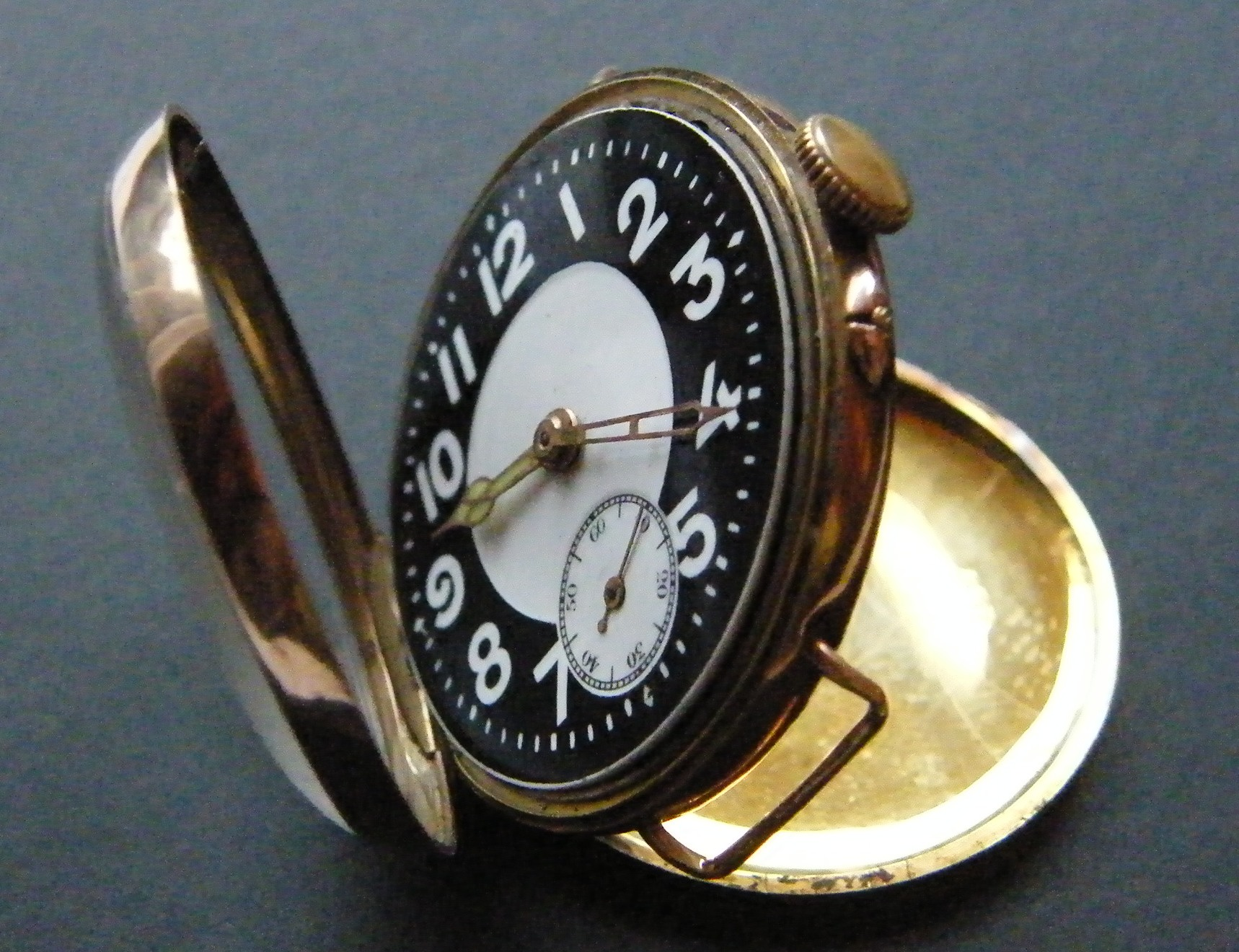
Золотые траншейные часы, 1916

Траншейные часы (поначалу называвшиеся «запястник», англ. wristlet) — тип часов, по сути являющийся переходным от карманных часов XIX века к наручным часам XX века.
Своим названием траншейные часы обязаны тому факту, что они были сделаны для ношения на запястье военными, поскольку пользование карманными часами в боевых условиях было затруднительно.
Самые первые часы, которые кто-либо приспособил для ношения на руке, неизвестны. Первая серия наручных часов была выпущена швейцарской фирмой Girard-Perregaux в 1880 для германского военно-морского флота. Во время Первой мировой войны многие компании, включая Omega, Longines, и другие, производили часы для использования военными. Эти часы были практически одного дизайна, эмалевый циферблат с крупными белыми цифрами и люминесцентная (или покрытая радиевой светомассой постоянного действия) часовая стрелка. Зачастую на них не было указано название производителя, хотя механизм 90-х годов XIX века, изначально предназначавшийся для женских часов-кулонов, имел маркировку Swiss («Швейцария»). Корпус изготавливался из стали, серебра или золота.
От карманных часов траншейные часы унаследовали переднюю и заднюю крышку на шарнирах. Ушки для ремешка у них были сделаны как будто из толстой проволоки и приделаны к классическому круглому корпусу, в отличие от современных наручных часов, у которых ушки интегрированы в общий дизайн корпуса.